# Campionati del mondo di ciclismo su strada 2011 - Cronometro femminile Elite
La cronometro femminile Elite dei Campionati del mondo di ciclismo su strada 2011 è stata corsa il 20 settembre in Danimarca, con partenza ed arrivo a Copenaghen, su un percorso totale di 27,8 km. L'oro è andato alla tedesca Judith Arndt che ha vinto la gara con il tempo di 37'07"38 alla  media di 44,931 km, argento alla neozelandese Linda Villumsen e a completare il podio la britannica Emma Pooley.

## Classifica (Top 10)
| Pos. | Corridore          | Squadra       | Tempo    |
| ---- | ------------------ | ------------- | -------- |
| 1    | Judith Arndt       | Germania      | 37'07"38 |
| 2    | Linda Villumsen    | Nuova Zelanda | a 21"73  |
| 3    | Emma Pooley        | Regno Unito   | a 24"13  |
| 4    | Tara Whitten       | Canada        | a 26"16  |
| 5    | Clara Hughes       | Canada        | a 36"79  |
| 6    | Eleonora van Dijk  | Paesi Bassi   | a 38"88  |
| 7    | Rhae-Christie Shaw | Canada        | a 39"23  |
| 8    | Amber Neben        | Stati Uniti   | a 41"09  |
| 9    | Emilia Fahlin      | Svezia        | a 55"06  |
| 10   | Marianne Vos       | Paesi Bassi   | a 55"77  |